# Ottosdal
Ottosdal is een dorp met 900 inwoners, in de gemeente Tswaing in de provincie Noordwest in Zuid-Afrika. Het dorp is officieel gesticht in 1913 met de installatie van een Nederduits Gereformeerde Kerk. Bezienswaardig is de Ouplaats, een villa uit 1907.

## Geboren
- James Kingston

## Subplaatsen
Het nationaal instituut voor de statistiek, Stats SA, deelt sinds de census 2011 deze hoofdplaats in in zogenaamde subplaatsen (sub place), c.q. slechts één subplaats:
Ottosdal SP.